# Maître de l'Alexandre de Wauquelin
Le Maître de l'Alexandre de Wauquelin désigne par convention un enlumineur actif à Bruges entre 1440 et 1460. Il doit son nom à un manuscrit de la vie d'Alexandre le Grand qu'il a enluminé, écrit par Jean Wauquelin.

## Éléments biographiques

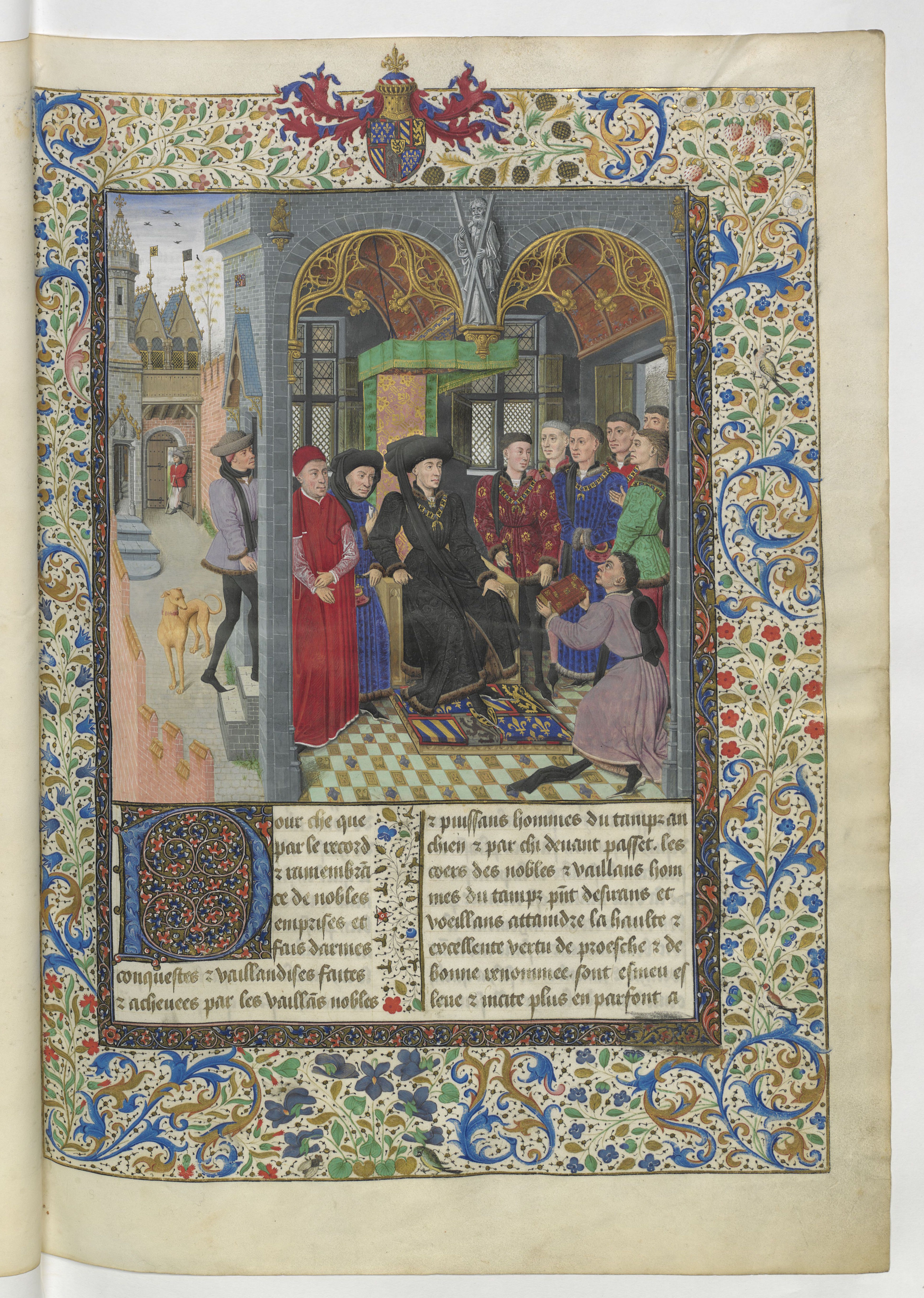
Miniature de dédicace de lHistoire d'Alexandre, BNF, Fr.9342, f.5r.

Le corpus de l'artiste est constitué pour la première fois par l'historien belge Léon-Marie-Joseph Delaissé en 1955 à partir des miniatures repérées dans les Chroniques de Hainaut auxquelles il a participé en compagnie de Rogier van der Weyden. Il est repéré comme le principal auteur des miniatures d'un autre ouvrage de Jean Wauquelin dédicacé à Philippe le Bon, l'Histoire d'Alexandre, qui lui a donné son nom de convention, Delaissé l'ayant désigné dans un premier temps sous le nom de Maître de la Geste d'Alexandre. L'artiste a été peu étudié. Bien qu'on ait pensé qu'il était de Mons comme Wauquelin, il est probablement installé à Bruges d'après le style de ses miniatures. Il a peut-être été à la tête d'un atelier d'après les quelques variations observées dans ses peintures. L'historienne de l'art Ann van Buren a avancé l'hypothèse qu'il pourrait s'agir du maître formateur de l'enlumineur brugeois Willem Vrelant.

## Style
Le style du maître est relativement archaïque, n'utilisant que très peu la perspective et répétant les mêmes modèles stéréotypés de paysages, de scènes de bataille ou de vues d'intérieurs. Il fait preuve d'une plus grande originalité dans les scènes de dédicaces et dans les épisodes mythologiques. 

## Œuvres attribuées

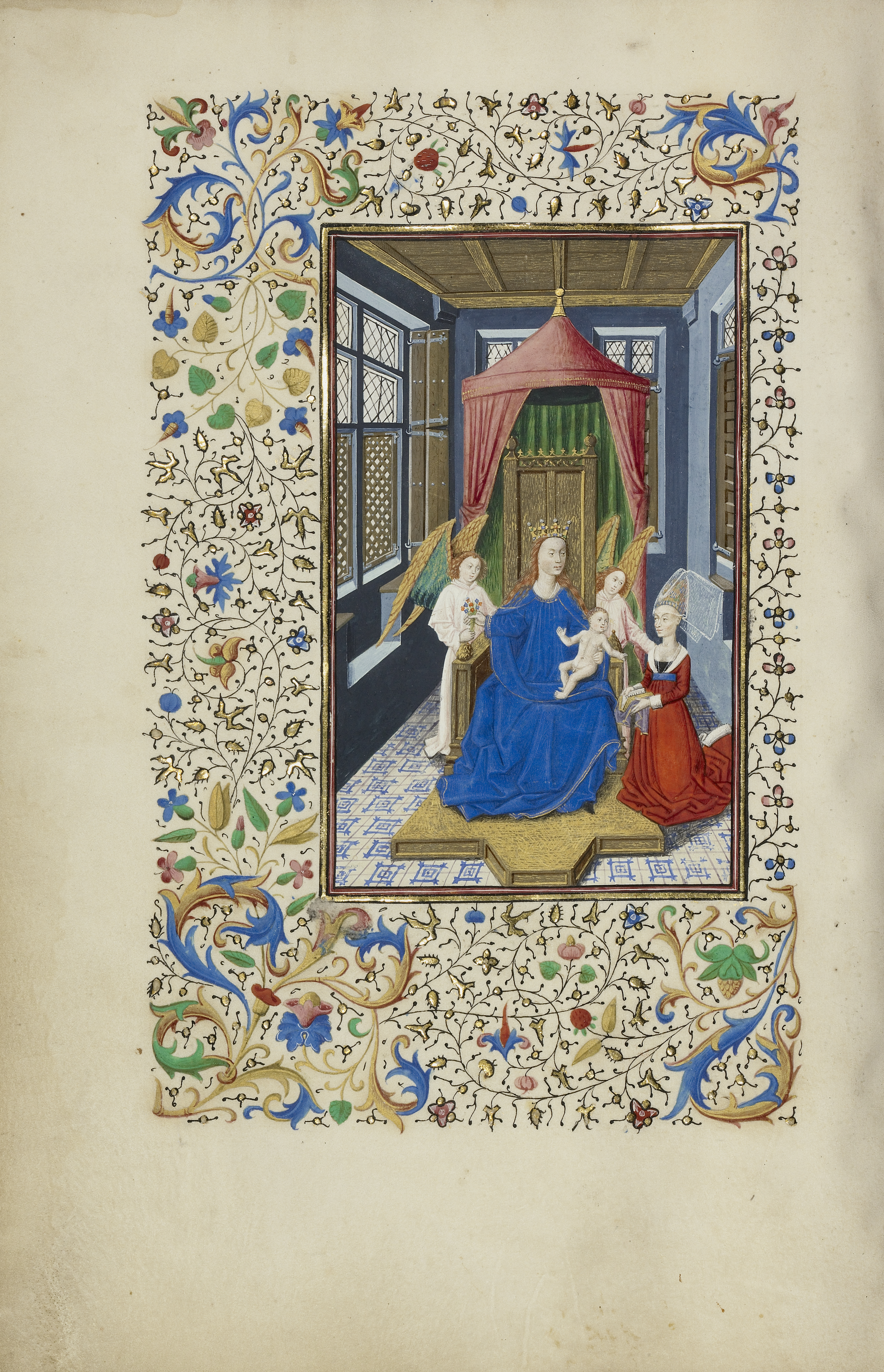
Vierge à l'Enfant avec la commanditaire, Heures Llangattock, Getty Museum, Ms. Ludwig IX 7, f.43v.

- Histoire d'Alexandre de Jean Wauquelin, destiné à Philippe le Bon, 80 miniatures, vers 1448, Bibliothèque nationale de France, Fr.9342[3]
- Livre d'heures de Paul van Overtvelt, 14 miniatures du maître, avec une miniature de Petrus Christus, vers 1450, Bibliothèque royale de Belgique, Ms. IV 95
- Livre d'heures provenant de Gand, 2 miniatures (f.31v et 115v.) en collaboration avec les Maîtres de Guillebert de Mets et le Maître des Heures Lee, vers 1450-1455, Getty Center, Ms.2[4]
- Heures de Llangattock, 2 miniatures (f.37v-43v.) en collaboration avec le Maître des Heures Llangattock, Maître de Chevrot et Willem Vrelant, années 1450, Getty Center, ms. Ludwig IX 7[5]
- Grandes Heures de Philippe le Hardi, participation à une deuxième campagne en compagnie de 16 autres artistes vers 1440-1451 (dont le Maître du Girart de Roussillon, Jean Le Tavernier, Willem Vrelant) avec deux miniatures (f.200r et f.253v), Fitzwilliam Museum, Cambridge, Ms.3-1954[6]
- Chroniques de Hainaut de Jean Wauquelin, une dizaine de miniature du premier tome (f.75, 175v, 267, 274v, 277, 281, 284v, 286v, 291), en collaboration avec Rogier van der Weyden, BRB, Ms.9242
- Faits et dits mémorables de Valère Maxime, destiné à Philippe le Bon, 9 miniatures BNF, Fr.6185[7]